# Românii din Grecia
Conform statisticilor primite din partea autorităților elene, la data de 22 iunie 2013, comunitatea românească având carte de rezidență pentru cetățeni UE pe teritoriul Republicii Elene era formată din 35.383 persoane, după următoarea structură:
- 29.913 cărți de rezidență cu valabilitate până la 5 ani
- 2470 cărți de rezidență cu valabilitate nelimitată.

Totodată, în cadrul activității consulare și pe baza serviciilor consulare prestate, estimăm un număr de 35.000 cetățeni români aflați în Grecia, fără a se afla în posesia unei cărți de rezidență.
Considerăm util să precizăm că, pe fondul crizei economice ce afectează Grecia, asistăm la repatrieri ale cetățenilor români, sau deplasarea acestora către alte zone ale spațiului UE;
Potrivit comunicatului oficial al Autorității Elene de Statistică  din data de 23.08.2013, întocmit în baza datelor și informațiilor Recensămantului persoanelor și caselor efectuat în anul 2011, în Republica Elenă numărul populației era de 10.815.197 persoane (49% bărbați și 51 % femei). Este de remarcat faptul că 3.827.624 persoane locuiesc doar în regiunea periferiei Atticii (cu orașul Atena inclus - 664.046 persoane). Din numărul total al populației, doar 9.903.268 au cetățenie greacă (91,6 %), 199.101 de persoane au cetățenia unui alt stat european (1,8%), 708.003 de persoane au cetățenia unui stat tert, iar 4.825 de persoane nu au cetățenie sau nu a putut fi stabilită.
În ceea ce privește situația cetățenilor străini care au reședinta legală în Republica Elenă, numărul acestora se ridica în anul 2011 la 911.929 (inclusiv apatrizi sau cu cetățenie care nu a putut fi stabilită), dintre acestia 52,7% cu cetățenie albaneză (480.824 persoane), 8,3 % cu cetățenie bulgară (75.915 persoane), 5,1% cu cetățenie română (46.523 persoane), fiind urmați de cetățenii pakistanezi 3,7 % (34.177 persoane) și georgieni 3% (27.400 persoane).